# Telamone (architettura)

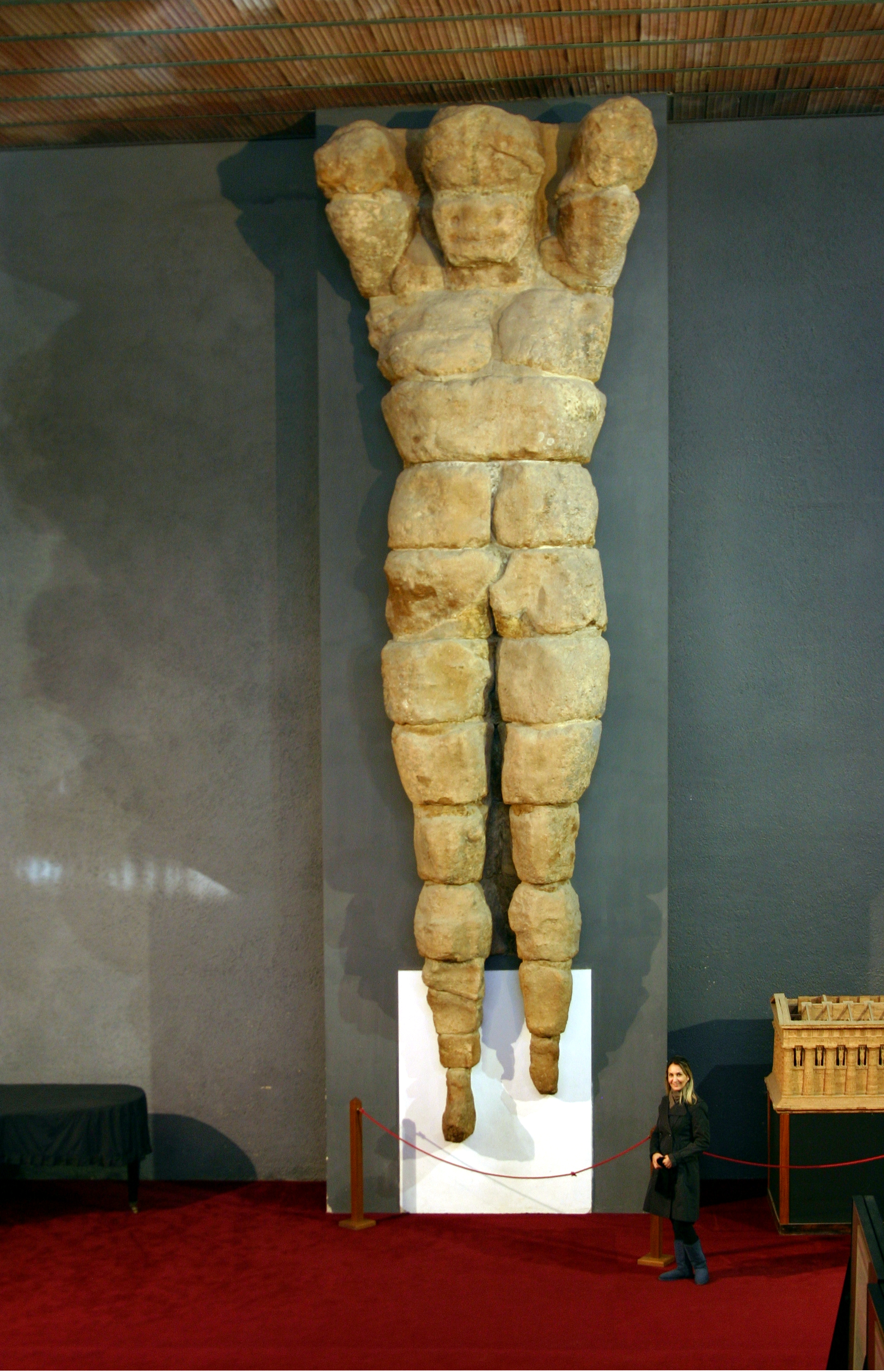
Il telamone del tempio di Zeus Olimpio custodito al museo archeologico di Agrigento

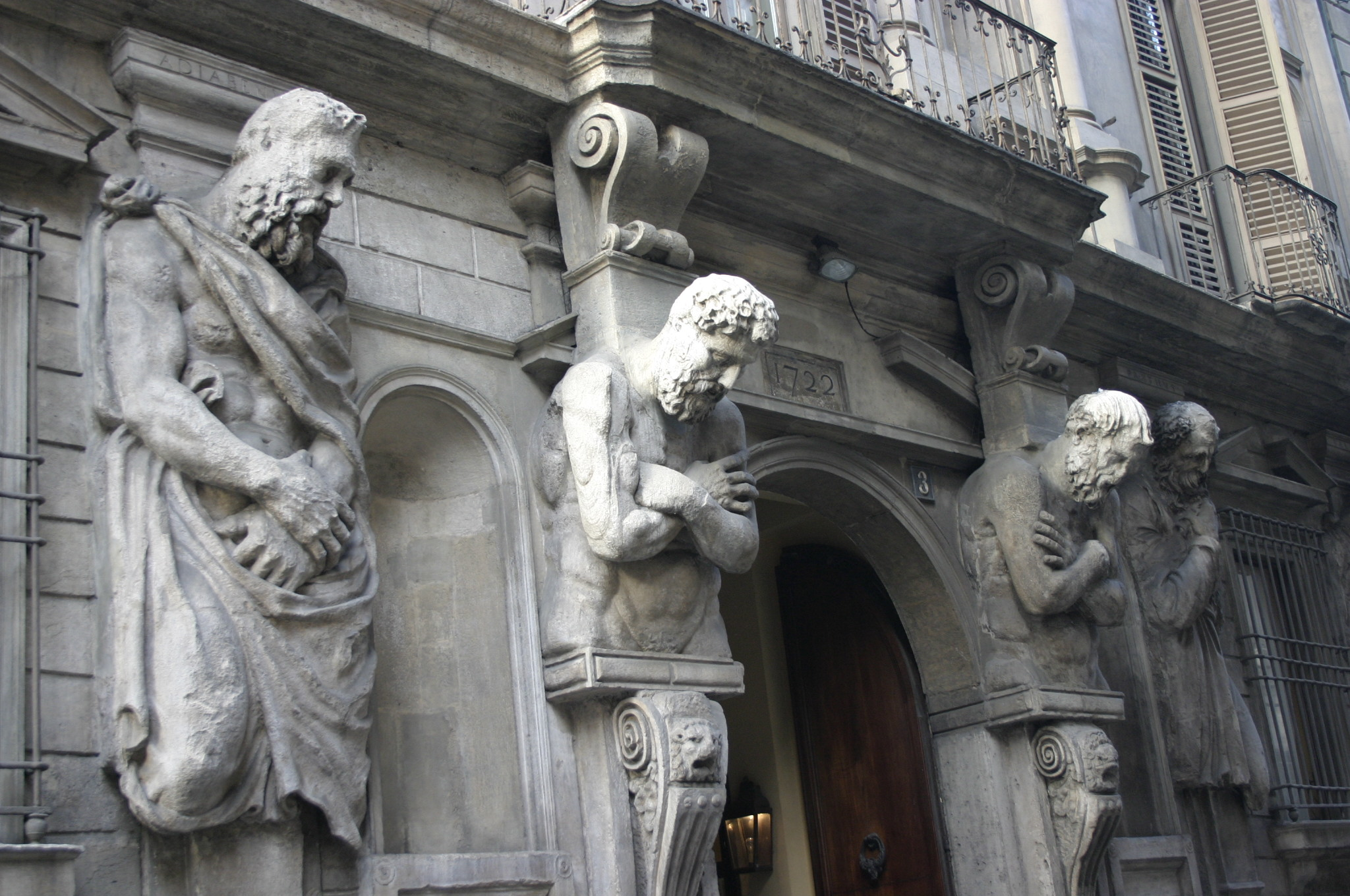
I telamoni della Casa degli Omenoni a Milano

Il telamone (pronuncia telamóne) è una scultura maschile, a tutto tondo o ad altorilievo, impiegata come sostegno, strutturale o decorativo, spesso in sostituzione di colonne o lesene.
È sinonimo di Atlante (che nella mitologia greca sopporta i pilastri del cielo) ed è il corrispondente maschile della cariatide. La radice "tel-" infatti significa "(sop)portare", rappresentante il mitologico Telamone.

## Origini e storia
La forma architettonica delle cariatidi ha origine in Grecia e precede quella dei telamoni, figure che risalgono alla Magna Grecia; infatti i più antichi esempi conosciuti sono i telamoni che si alternavano alle gigantesche semicolonne del Tempio di Zeus Olimpio ad Akragas (nella Valle dei Templi presso l'odierna Agrigento), del 480 a.C.. 
Tra gli altri esempi i telamoni provenienti dalle terme e conservati nel Museo archeologico di Fregellae a Ceprano (I secolo a.C.); e i Daci presenti sugli attici nella piazza del Foro di Traiano a Roma  (II secolo d.C.), nell'identica posizione delle cariatidi del Foro di Augusto. I telamoni sono in diversi casi raffigurati nelle architetture dipinte degli affreschi pompeiani.
In epoca romana spesso rappresentano le popolazioni sconfitte e vengono talvolta raffigurati inginocchiati: quest'uso si diffonderà nell'arte decorativa romanica e gotica. A queste figure di sostegno vengono paragonati i "Superbi" nel X Canto del Purgatorio (Dante, Divina Commedia).

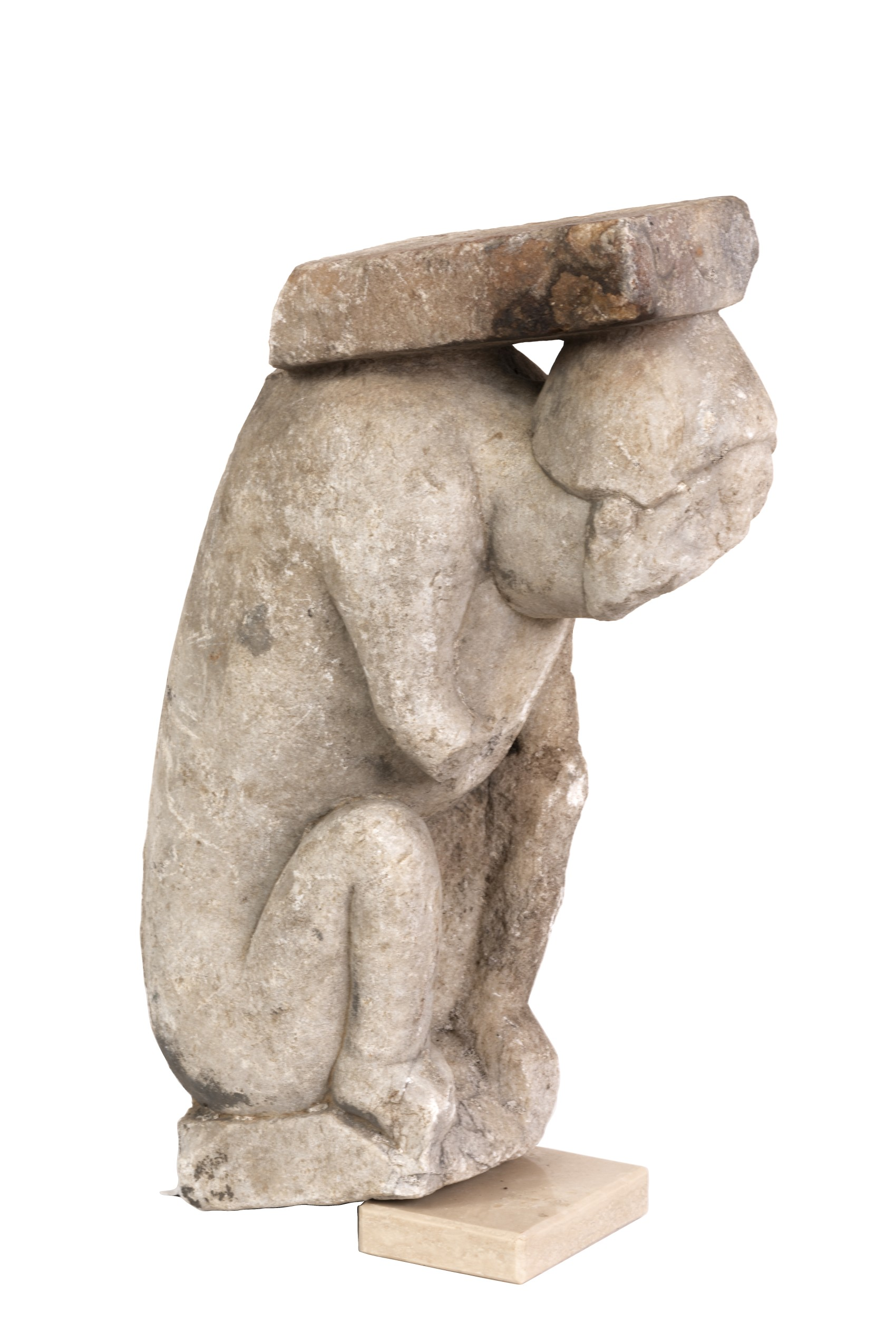
Telamone, prima metà XI sec. d.C. Basso Laio, marco bianco italico a grana media

Passeranno quindi nella pittura e architettura del Rinascimento, del Manierismo, del Barocco e dell'Eclettismo.
Nel XVII secolo ed in quello successivo era d'uso ornare con telamoni a poppa il cassero delle navi.

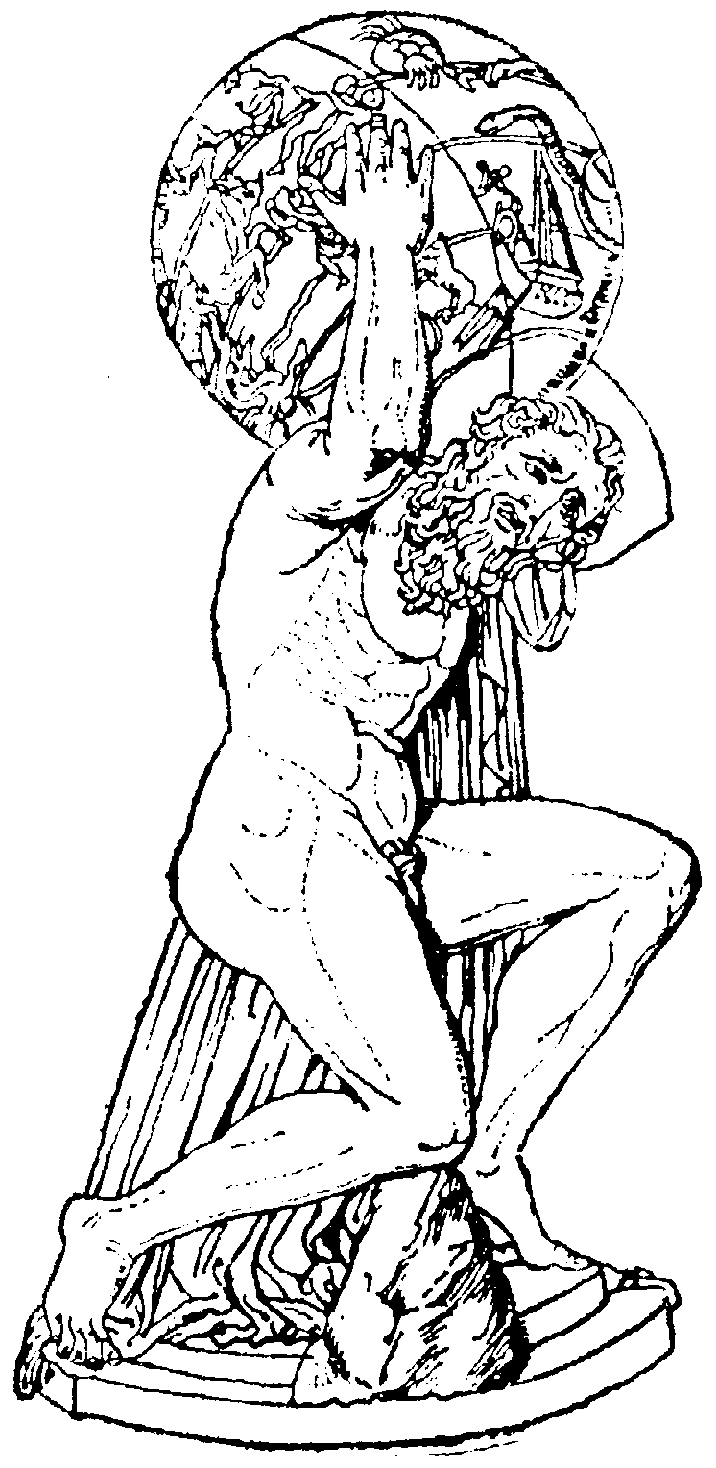
Atlante
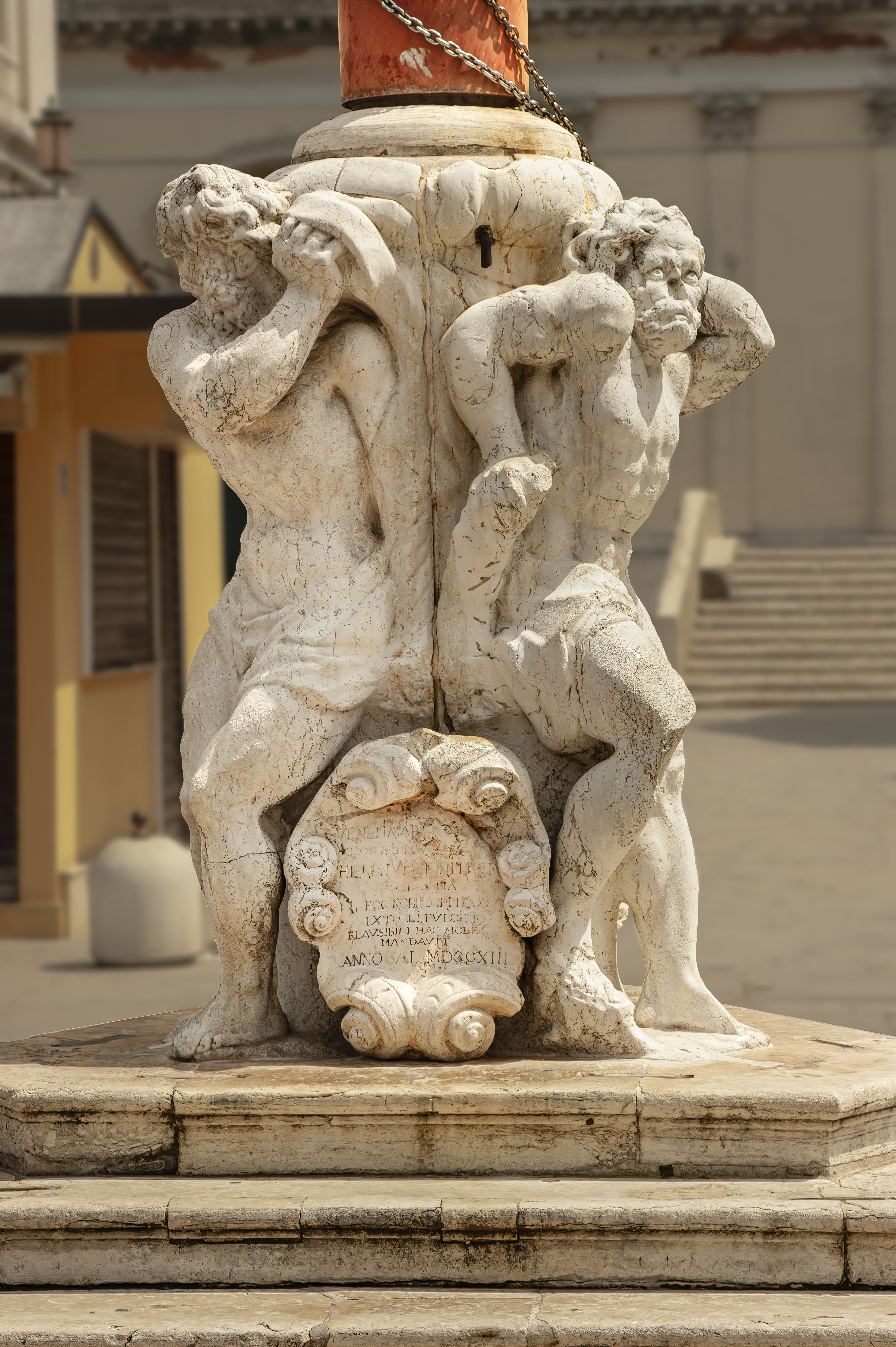
Telamoni in Chioggia
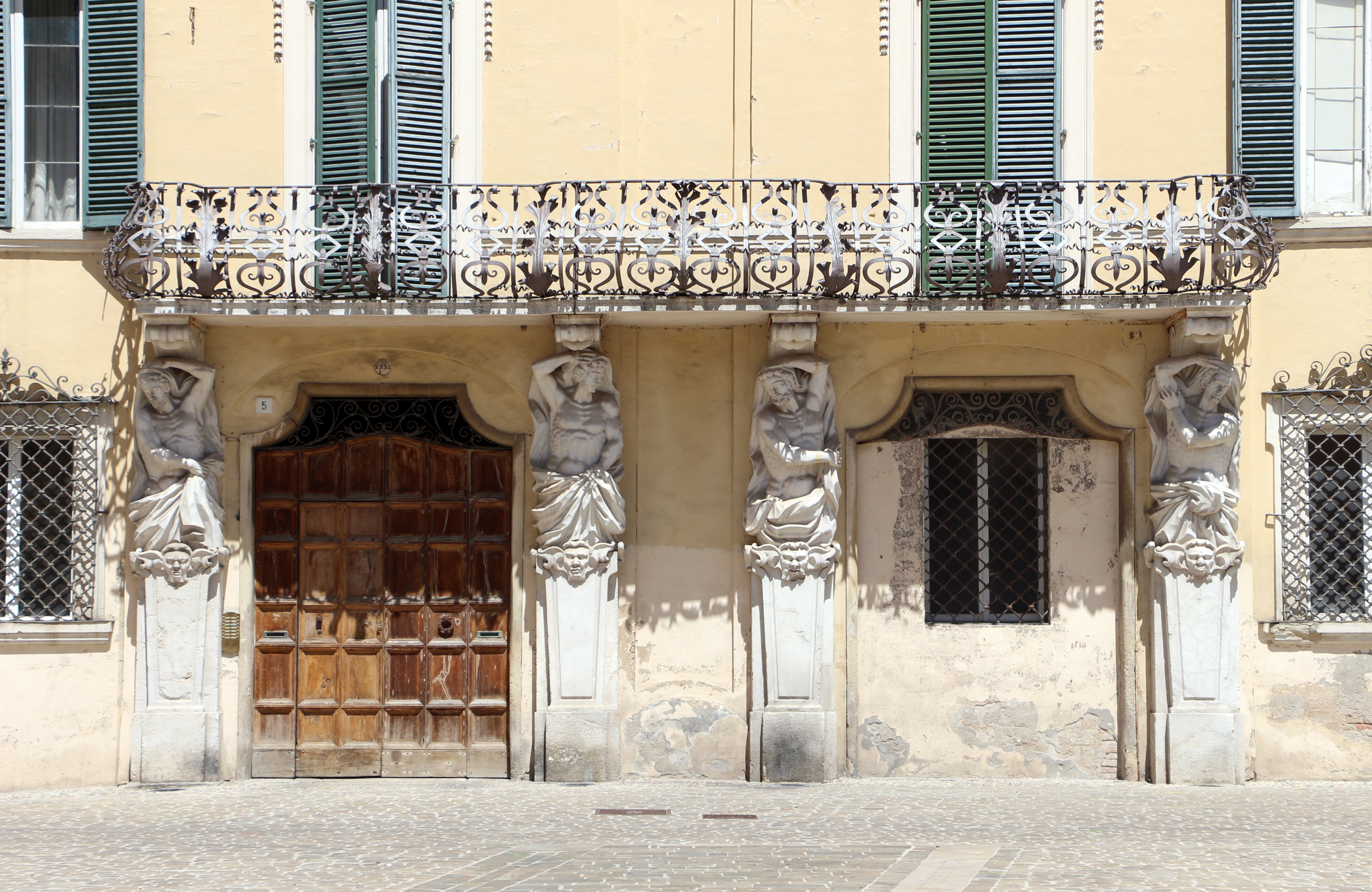
Palazzo Balleani a Jesi (AN)
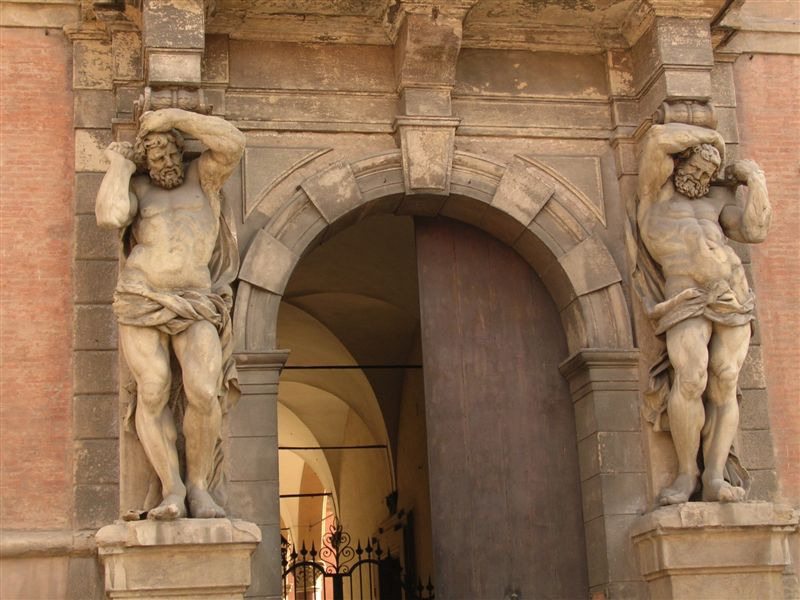
I telamoni di palazzo Davia Bargellini a Bologna
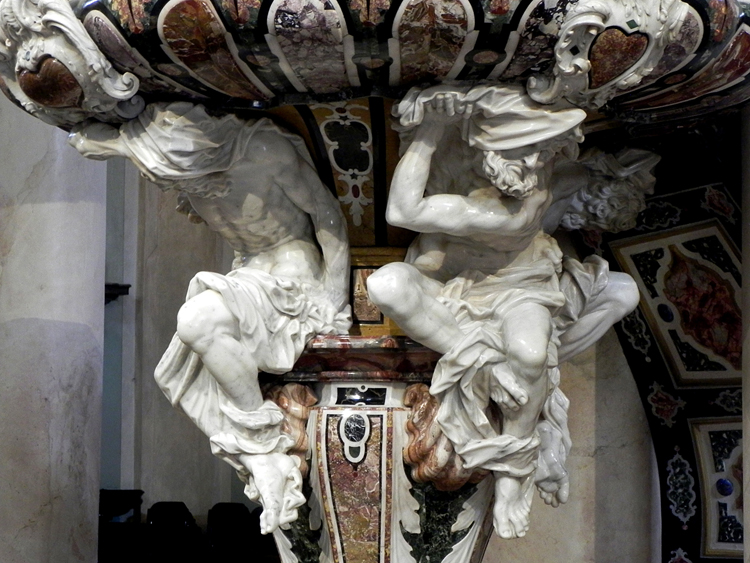
I telamoni del pulpito della Basilica di San Martino ad Alzano Lombardo, opera di Andrea Fantoni
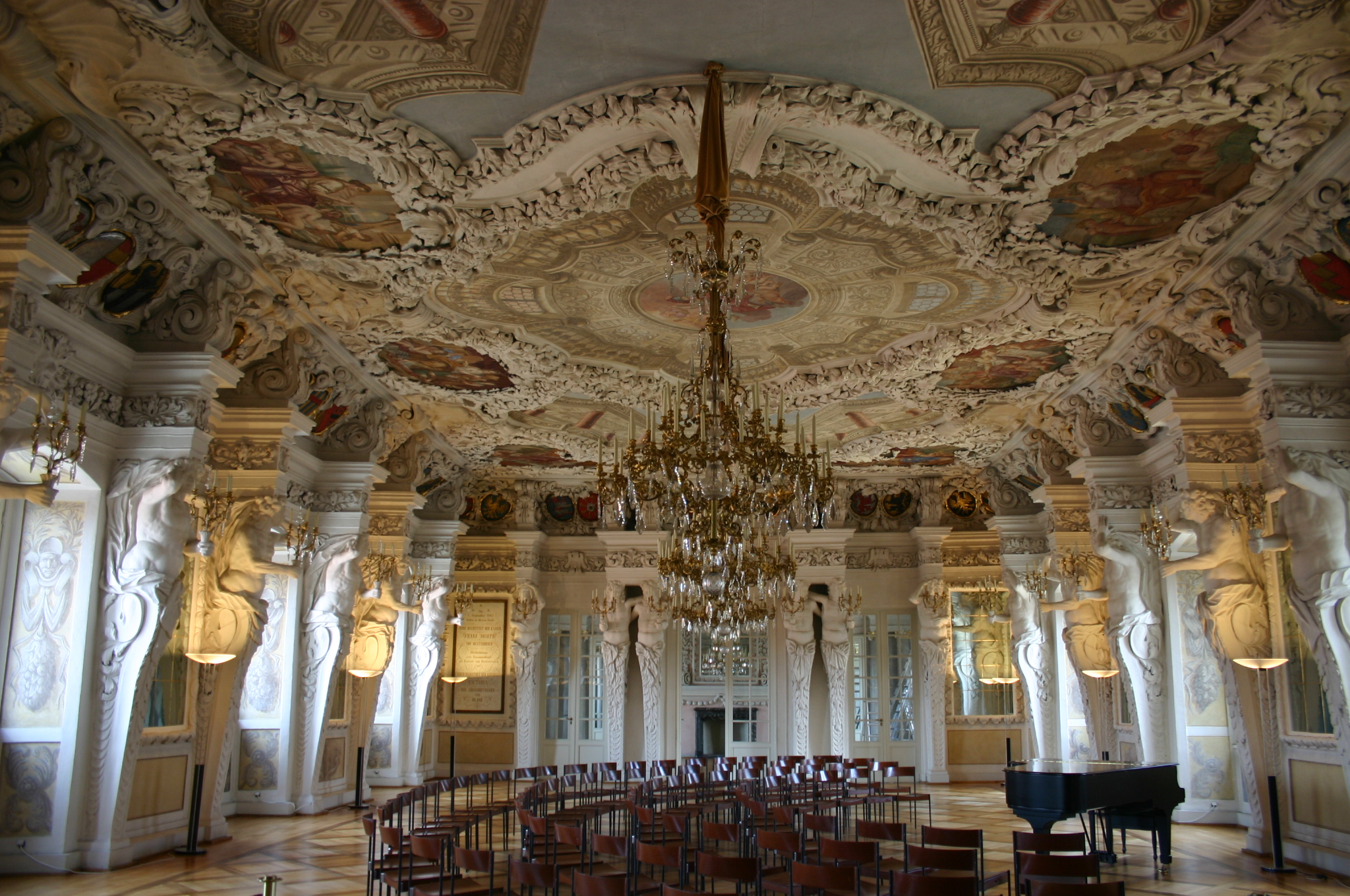
La barocca Sala dei Giganti del Castello di Ehrenburg a Coburgo
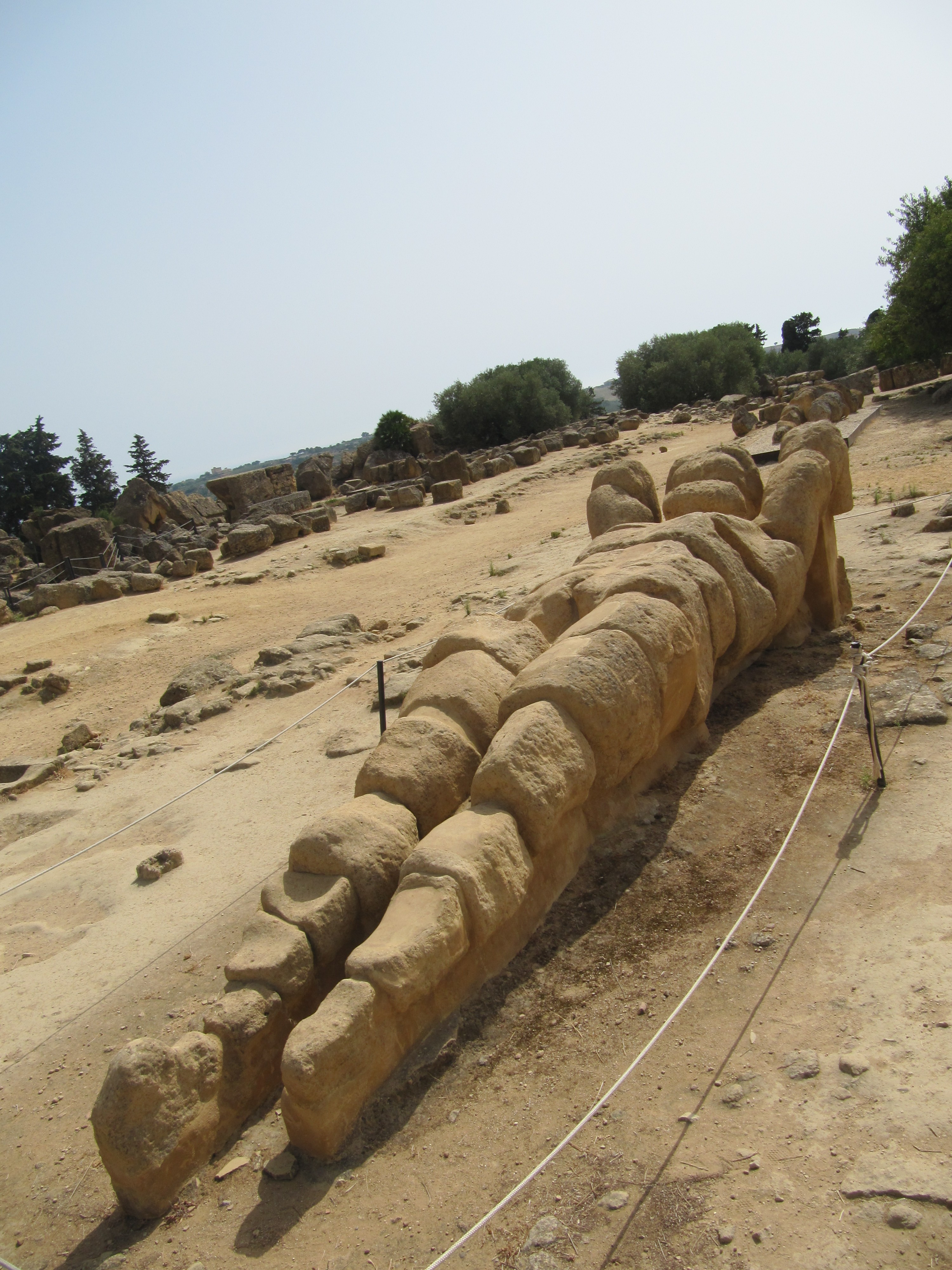
Telamone al parco archeologico di Agrigento